# Трећи лички партизански одред
Трећи лички народноослободилачки партизански (НОП) одред "Велебит" је био партизанска јединица у саставу Народноослободилачке војске и партизанских одреда Југославије током Другог светског рата у Југославији.

## Историјат
Формиран је средином априла 1942. у селу Дољанима од три самостална партизанска батаљона Марка Орешковић, Стојан Матић и Гаврило Принцип (касније назван батаљон Бићо Кесић). Имао је 714 бораца. Дејствовао је, претежно, на подручју срезова Грачац и Доњи Лапац. Крајем априла батаљон Марко Орешковић водио је борбе против четника у рејону Лички Тишковац а у другој половини маја у саставу Комбинованог одреда (два личка, један далматински и 1. пролетерски батаљон) дејствовао на тромеђи Лике, Далмације и Босне да би почетком јуна изашао из састава Одреда и био стављен под непосредну команду Штаба Групе НОП одреда за Лику. У саставу Одреда формиране су у јуну Омладинска и Дољанска чета која је држала положај на Дреновачи и затварала правац Бихаћ—Доњи Лапац. Батаљон Стојан Матић дејствовао је у мају и јуну против четника у грачачком срезу, спречавао нападе италијанских и четничких јединица из Грачаца на слободну територију и рушио железничку пругу Грачац—Отрић. Овај батаљон 2/3. јула, заједно са 2. личким одредом, напада Подлапац, а средином истог месеца са 1. личким НОП одредом (Комбиновани одред) у западној Лици води борбе против усташа и заузима Брушане, Оштарије и Велики и Мали Житник. Средином августа улази у састав новоформиране 2. личке бригаде. У батаљону Гаврило Принцип четници су у време формирања Одреда извршили пуч, али га нису успели разбити. Брзо се опоравио и прешао у напад на четнике у Грачачком срезу, а 13. јула напао их је и у Мокром пољу у Далмацији. У другој половини јула тај батаљон и Дољанска чета водили су, заједно са Севернодалматинским одредом оштре борбе с јачим италијанским снагама које су од Грачаца и Отрића нападале ка Мазину и Србу. У тим борбама образован је од Омладинске и
Дољанске чете нови 2. батаљон. Под командом 2. личке бригаде батаљон Бићо Кесић учествовао је 21/22. августа у нападу на Удбину. Средином септембра 1942. Одред је расформиран. Батаљон Бићу Кесић ушао је у састав 9. бригаде Хрватске (3. личка), а 2. батаљон стављен је под команду Личког подручја као подручни батаљон. Одред је издавао лист Партизанска звијезда.